# 向井正
向井 正（むかい ただし、1945年5月 - ）は、日本の天文学者、惑星科学者。神戸大学名誉教授。日本惑星科学会元会長。21世紀COEプログラム「惑星系の起源と進化」拠点リーダー。京都情報大学院大学教授。

## 人物
大阪府大阪市住吉区出身。大阪府立住吉高等学校を経て京都大学理学部物理学科卒業、同大学院修了。
光散乱の理論を用いた天文学的観測や探査機測定によって、惑星間塵の空間構造とその起源を研究している。また、探査機はやぶさに搭載するためのレーザー高度計を開発し、小惑星イトカワの内部に無数の空洞があることの発見に繋げたり、散乱円盤天体の分布から惑星Xの存在を仮定してその予想軌道を計算したりといった業績がある。
小惑星 (10146) 向井正は彼に因んで命名された。

## 略歴
- 1968年 - 京都大学理学部物理学科卒業
- 1970年 - 同大学院修士課程修了[7]
- 1974年 - 同大学院博士課程修了。京都大学より理学博士号を取得。「On the circumsolar grain materials（太陽近傍の固体微粒子について）」。NAID:40018660890
- 1975年 - 金沢工業大学助教授
- 1977年 - 金沢工業大学教授[8]
- 1990年 - 神戸大学大学院理学研究科教授[8]
- 2004年 - 日本惑星科学会会長[9]
- 2009年 - 定年退官 京都コンピュータ学院教授

## 著書
単著
- 『小惑星がやってくる』（岩波書店 1994年）ISBN 9784000065085

共著
- 『現代天文学講座 第3巻 太陽系の構造と起源』（恒星社厚生閣 1979年）NACSIS-CATレコードID:BN00637433
- 『現代の数理科学シリーズ3 彗星と星間物質』（地人書館 1982年）NACSIS-CATレコードID:BN00076766
- 『地人選書5 反射屈折回折散乱』（地人書館 1984年）NACSIS-CATレコードID:BN00995014
- 『彗星－その本性と起源』（朝倉書店 1989年）ISBN 4254150091
- 『Physical Processes on Interplanetary Dust』（Springer 2001年）DOI:10.1007/978-3-642-56428-4_10
- 『形の科学百科事典』（朝倉書店　2004年）ISBN 4254101708
- 『太陽系に未知の「惑星X」が存在する！』講談社＋α新書（講談社 2008年）ISBN 9784062725453